# 東大寺要録
東大寺要録（とうだいじようろく）は、平安時代後期に作成された東大寺の寺誌。10巻10章。

## 概要
序文によれば、嘉承元年（1106年）に東大寺の僧が衰微した寺の再興を願って編纂したとあるが、編者名などは不明。その後、長承3年（1134年）になって観厳が増補・再編して今日知られる形態になったという。元は巻子本。ただし、原本・観厳伝本ともに現存しておらず、観厳の伝本に更に補筆されたものの写本の一部が醍醐寺（仁治2年（1241年）奥書）や東大寺（文明17年（1485年）奥書）に残されており、いずれも国の重要文化財とされている。
本願・縁起・供養・諸院・諸会・諸宗・別当・封戸水田・末寺・雑事の各章からなり、今日では散逸したものも含めた多くの史料・文書からの引用記事を含んでおり、創建当時から院政期にかけての東大寺の歴史を知る上で貴重な史料となっている。また、数多くの先例を記しているため、東大寺内部においては一種の規範的効果を有していた。
国書刊行会から活字版が出版されている。

### 関連文献
- 『東大寺要録』筒井英俊校訂、国書刊行会、1971年、新版2003年
- 『東大寺 續（続）要録』筒井寛秀監修、同研究会編・校訂、国書刊行会、2013年
- 『論集 古代東大寺の世界 『東大寺要録』を読み直す』東大寺「ザ・グレイトブッダ・シンポジウム 第14号」法蔵館、2017年
- 『東大寺要録 一　東大寺叢書』東大寺史研究所編、法藏館、2019年
- 『東大寺要録 二　東大寺叢書』東大寺史研究所編、法藏館、2020年